# Lepidosiren paradoxa

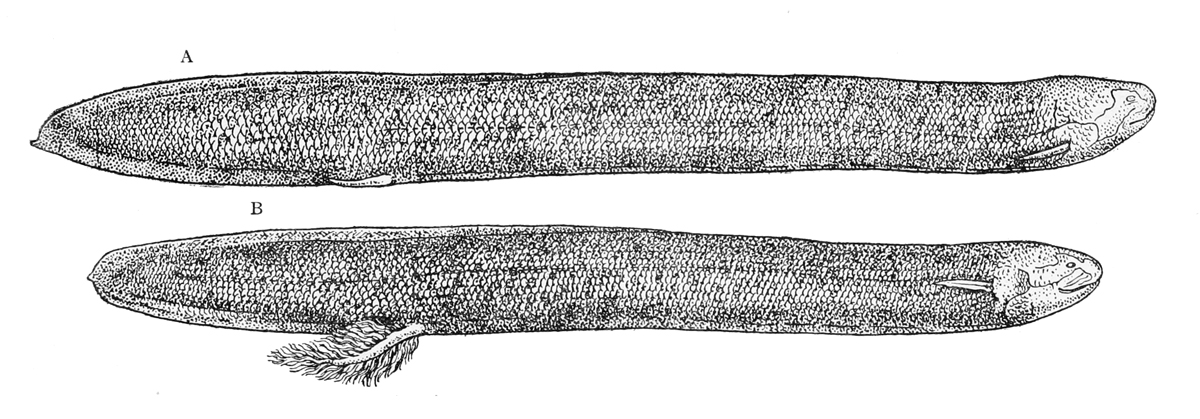
Dimorfismo sessuale in Lepidosiren paradoxa: a) femmina, b) maschio. Sono visibili i filamenti sulle pinne ventrali del maschio utilizzati per l'ossigenazione delle larve.

Lepidosiren paradoxa Fitzinger, 1837 è un pesce polmonato unico membro del genere Lepidosiren e della famiglia Lepidosirenidae, endemico dell'America meridionale.

## Distribuzione e habitat
Si incontra in un'area abbastanza vasta del Sudamerica, ovvero nei bacini idrografici del Rio delle Amazzoni, del Paraguay e nel tratto inferiore di quello del Paraná. Popola acque ferme o a modestissima corrente.

## Descrizione
L. paradoxa ha aspetto anguilliforme ancora più allungato che nei dipnoi africani del genere Protopterus, con i quali condivide le pinne dorsale, caudale e anale unite, le pinne pettorali e le pinne ventrali filiformi, le scaglie piccole e i due polmoni funzionali. Arriva a 125 cm di lunghezza.

## Biologia
La presenza di due polmoni funzionanti (omologhi alla vescica natatoria degli Actinopterygii) permette a questo animale di respirare aria atmosferica. Le branchie sono ridotte e non può vivere senza respirare periodicamente aria. Durante la stagione secca forma un "bozzolo" di muco e fango in cui trascorre in estivazione la stagione sfavorevole.

### Alimentazione
Gli adulti sono onnivori e si nutrono di piccoli pesci, di invertebrati acquatici e di alghe. I giovanili basano la loro dieta su larve di insetti e chiocciole.

### Riproduzione
La riproduzione avviene all'inizio della stagione umida. I genitori scavano una tana nel fango profonda fino a 150 cm al cui interno vengono deposte le uova. Il maschio fa la guardia al nido e provvede all'ossigenazione delle larve mediante strutture filiformi ricche di vasi sanguigni che si formano sulle pinne ventrali e che sono in grado di prelevare ossigeno dal sangue paterno per liberarlo nell'ambiente. Le larve sono simili ai girini degli urodeli a causa delle 4 branchie esterne. La respirazione polmonare inizia a 7 settimane di vita.